# Copella nigrofasciata
Copella nigrofasciata è un pesce d'acqua dolce appartenente alla famiglia Lebiasinidae.

## Distribuzione e habitat
Diffusa in natura nel corso superiore del bacino amazzonico, da Manaus (Brasile) al Ucayali (Perù). Popola piccoli ruscelli della foresta pluviale.

## Descrizione
La lunghezza massima è di circa 4,5 cm.

## Alimentazione
Onnivoro si nutre di insetti e di vegetali.

## Acquariofilia
Può essere allevata in acquario.

## Conservazione
Specie non minacciata, diffusa su un ampio areale e con popolazioni stabili. La cattura di esemplari per il mercato acquariofilo non comporta un impatto sensibile sulle popolazioni naturali.